# Can Pebrot de Millars
Can Pebrot de Millars és una obra de Madremanya (Gironès) protegida com a Bé Cultural d'Interès Local.

## Descripció
El mas de Can Pebrot era conegut anteriorment com a Mas Deportós. Se situa a Millàs, al terme municipal de Madremanya a la comarca del Gironès.
El mas es troba davant del castell, l'element més important de Millàs juntament amb la capella de Sant Iscle i Santa Victòria. Es pot veure amb facilitat des de la carretera local que uneix Bordils amb Monells.
Es tracta d'una construcció aïllada de tres plantes, planta baixa i dos plantes pis, que també inclou altres estructures amb finalitat d'emmagatzematge. De fet, l'estructura del mas partia d'un nucli central al segle xv, però se li va anar afegint estances a mesura que van ser necessàries pel creixement de l'immoble. Sembla que en un primer moment estava conformat per tres crugies en sentit nord-sud i dues en sentit est-oest. La primera ampliació correspondria a les estances laterals del costat est, que formen un cos amb dues plantes.
La coberta, a dos aiguavessos, és de teula àrab i els murs estan fets amb maçoneria. Destaquen les obertures de les golfes, pròpies d'aquestes construccions. La resta d'obertures estan emmarcades per pedra tallada.

## Història
La masia va mantenir el seu funcionament agrícola fins a finals dels anys vuitanta. Els masovers varen dedicar l'espai a altres activitats econòmicament més rendibles com la llenya i el carbó.